# Spathius sulmo
Spathius sulmo är en stekelart som beskrevs av Nixon 1943. Spathius sulmo ingår i släktet Spathius och familjen bracksteklar. Utöver nominatformen finns också underarten S. s. basilanensis.